# Iridisoma acahuizotlensis
Iridisoma acahuizotlensis är en skalbaggsart som beskrevs av Juan A. Delgado och Moron 1991. Iridisoma acahuizotlensis ingår i släktet Iridisoma och familjen Cetoniidae. Inga underarter finns listade i Catalogue of Life.